# Crudia papuana
Crudia papuana är en ärtväxtart som beskrevs av André Joseph Guillaume Henri Kostermans. Crudia papuana ingår i släktet Crudia, och familjen ärtväxter. Inga underarter finns listade i Catalogue of Life.